# Thomson MO6
Le Thomson MO6 est un micro-ordinateur 8 bits commercialisé par la SIMIV (aussi connue comme Thomson Micro-Informatique) de septembre 1986 à 1989. Le MO6 est une machine entièrement blanche avec un magnétophone intégré et un clavier mécanique Azerty de 69 touches, dont 5 touches de fonction.
Le Thomson MO5NR (NR pour "NanoRéseau"), conçu en 1985, est en fait un MO6 intégré dans un boîtier de Thomson MO5E (E pour Export), sans lecteur de cassette, mais doté d'une interface nanoréseau en interne. Il a été créé à la suite de l'association de Léanord et Thomson Micro-Informatique.
En Italie, Olivetti a commercialisé le MO6 sous le nom Olivetti Prodest PC128 ; cette version au boîtier gris clair possède une ROM en italien et un clavier Qwerty (et une étiquette à l'arrière avec écrit "MO6E", E comme Export). Cet ordinateur ne doit pas être confondu avec l'Olivetti Prodest PC128S, qui est un Acorn BBC Master Compact.
Les nombreux périphériques pour Thomson MO6 étaient pour la plupart compatibles avec l'ensemble de la gamme Thomson.

## Description
En 1986, le MO6 était vendu 2 690 FF soit environ 811€ de 2023 en euros constants.
D'un point de vue sonore, le MO6 est doté d'un générateur de son 1 bit (comme le MO5) et d'un convertisseur numérique-analogique (DAC) 6 bits. Pour étendre les possibilités de l'ordinateur, l'utilisateur peut y connecter une interface de numérisation, une interface RS-232, des manettes de jeu, un boîtier nanoréseau, des lecteurs de disquette (5"1/4, 3"1/2, ou Quick Disk — cf. QDD —).
Ses nouvelles fonctionnalités (plus de mémoire vive, meilleurs modes graphiques) sont communes à toute la gamme de troisième génération (Thomson MO6, TO8 et TO9+). Le MO6 est essentiellement compatible avec son prédécesseur, le MO5. Toutefois, son électronique plus moderne, qui permet de gérer plus de mémoire et de nouveaux modes graphiques, limite la compatibilité effective ; en pratique, la plupart des logiciels écrits pour le MO5 fonctionnent (exemples d'exceptions : les jeux Mandragore et Oméga : Planète invisible).

## Nouveautés par rapport au MO5
Cette machine est dotée de 128 ko de mémoire vive au lieu de 48 ; utilisable directement avec le nouveau BASIC nommé le BASIC 128 (en). Il est possible de connecter une souris sur une des deux prises joystick (comme sur les autres machines de cette 3e génération).
Le gros changement est celui des graphismes apporté par la puce Thomson EF9369 (en). Elle permet d'avoir 16 couleurs simultanément parmi une palette de 4096 (au lieu de 16, 8 en 2 variantes, intensives pastelles) et de nouveaux modes graphiques :
- 160x200 en 16 couleurs,
- 160x200 en 5 couleurs avec 3 niveaux de transparences (4 pages superposées),
- 160x200 en 2 couleurs (avec la possibilité de basculer entre 4 pages d'écran),
- 320x200 en 4 couleurs,
- 320x200 en 3 couleurs et 1 niveau de transparences (2 pages superposées),
- 320x200 en 2 couleurs (avec la possibilité de basculer entre deux pages d'écran),
- 320x200 en 16 couleurs (contrainte de 2 couleurs par bloc de 8x1 pixels), comme le MO5 avec sa puce "gate array" Thomson EFGJ03L (ou MA4Q-1200),
- 640x200 en 2 couleurs.

Le son s'améliore lui aussi puisqu'il passe à 3 voix sur 7 octaves (ainsi que toute cette 3e génération de Thomson).